# Diclidia oceanica
Diclidia oceanica là một loài bọ cánh cứng trong họ Scraptiidae. Loài này được Ray miêu tả khoa học năm 1936.